# Valls d'Alcoi
Les Valls d'Alcoi és una històrica comarca del País Valencià en què hi formaven part tots els municipis de l'actual comarca del Comtat, part de l'Alcoià (Alcoi, Benifallim, Banyeres de Mariola, Penàguila), i els municipis de la Vall de Biar que les DTH de la Generalitat Valenciana inclouen a l'Alt Vinalopó (Biar, Beneixama, El Camp de Mirra i la Canyada de Biar). Apareix al mapa de comarques d'Emili Beüt "Comarques naturals del Regne de València" publicat l'any 1934.